# Coenosia bilineella
Coenosia bilineella är en tvåvingeart som först beskrevs av Zetterstedt 1838.  Coenosia bilineella ingår i släktet Coenosia och familjen husflugor. Arten är reproducerande i Sverige. Inga underarter finns listade i Catalogue of Life.